# Суха Долина (Стрийський район)
Суха́ Доли́на — село в Україні, в Стрийському районі Львівської області. Населення становить 190 осіб.
Назва села походить від того, що воно розташоване на площі-долині, яка була завжди сухою. У 1800 році воно було засноване трьома братами Доскочинськими[джерело?].